# Joseph Black

Joseph Black

Joseph Black (16 tháng 4 năm 1728 tại Bordeaux - 10 tháng 11 năm 1799 tại Edinburgh) là một nhà vật lý và nhà hóa học người Scotland. Joseph Black là một trong những nhà vật lý, hóa học nổi tiếng từng giữ chức vụ giáo sư ở Đại học Glasgow.
Năm 1746, ông nhập học tại Trường Đại học Tổng hợp Glasgow. Ngoài ra, Black cũng đã học tại trường tổng hợp Edinburgh và sau đó vào năm 1754 đã nghiên cứu kỹ các thuộc tính của dioxide cacbon (khi đó ông gọi nó là `không khí cố định´). Năm 1756 ông miêu tả bằng cách nào mà các muối cacbonat trở nên kiềm hơn khi chúng mất dioxide cacbon, trong khi việc hấp thụ trở lại khí này sẽ tái hồi phục chúng. Ông là người đầu tiên cô lập được dioxide cacbon trong trạng thái hoàn toàn tinh khiết.
Công trình của ông đã góp phần hỗ trợ trong việc phá vỡ niềm tin trong các thuyết về sự cháy có khái niệm gọi là yếu tố cháy.
Năm 1761 ông phát hiện ra rằng băng hấp thụ nhiệt mà không hề tăng nhiệt độ khi nóng chảy. Từ điều này ông kết luận rằng nhiệt phải kết hợp với các hạt băng và trở thành ẩn nhiệt.
Trong khoảng những năm 1759 - 1763 ông luận ra thuyết về "ẩn nhiệt" mà tên tuổi của ông chủ yếu được biết đến nhờ công trình này và ông cũng chỉ ra rằng các chất khác nhau có nhiệt dung riêng khác nhau. James Watt là học trò và phụ tá của ông.
Năm 1755 ông phát hiện ra magiê.